# Zilverstreephooibeestje
Het zilverstreephooibeestje  (Coenonympha hero) is een vlinder uit de onderfamilie van de zandoogjes en erebia's (Satyrinae) en de de familie Nymphalidae.
Het zilverstreephooibeestje komt voor in de gematigde delen van Azië, Centraal- en Noord-Europa. Echter in Europa gaat de soort in hoog tempo achteruit. Daarom is het zilverstreephooibeestje opgenomen op de Rode Lijst van de IUCN als 'kwetsbaar'. Vochtige graslanden en bosgebieden worden als leefgebied door de vlinder gebruikt. De voorvleugellengte bedraagt ongeveer 17 millimeter. De waardplanten zijn met name soorten van de grassenfamilie. De soort lijkt op het tweekleurig hooibeestje.

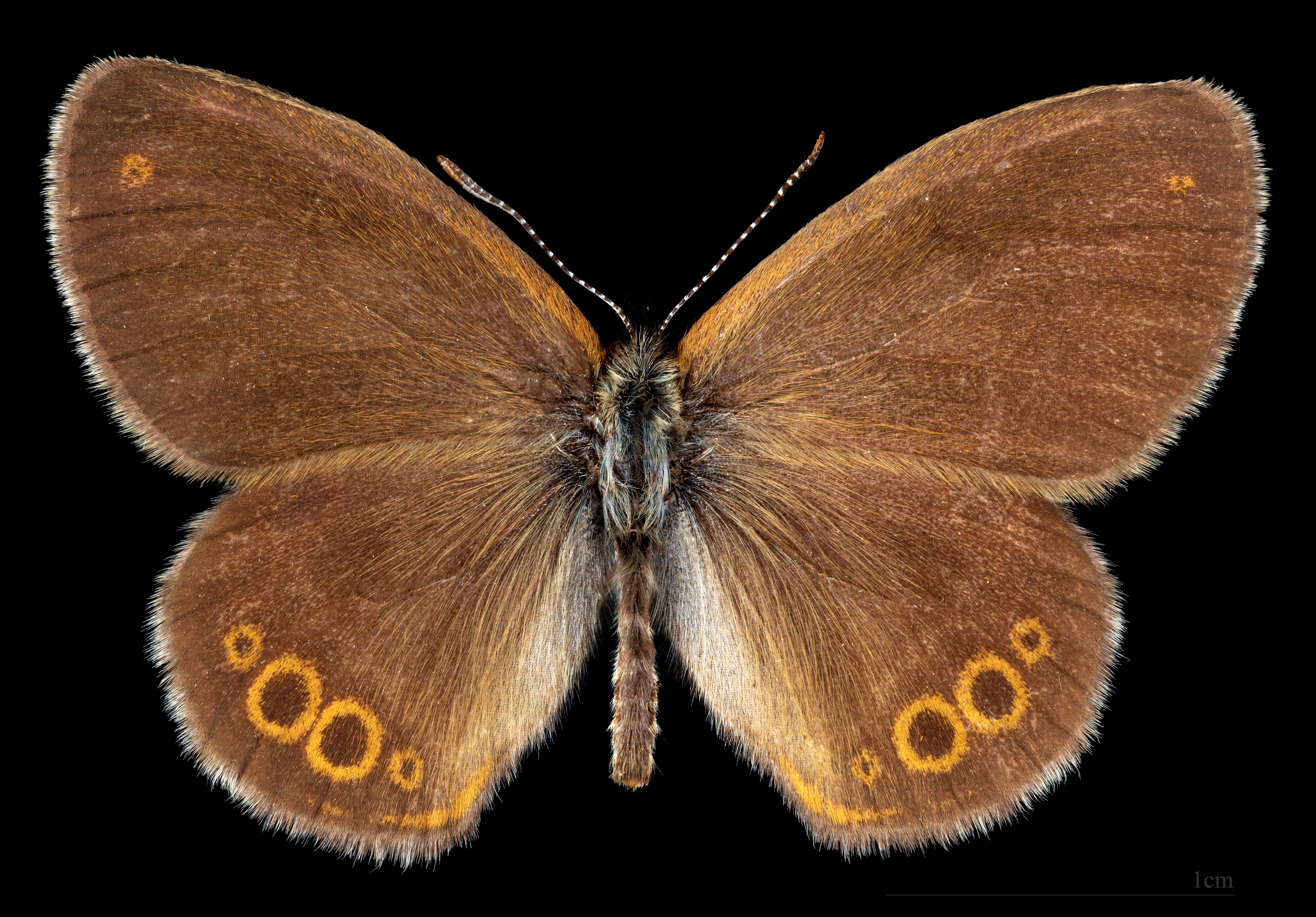
Coenonympha hero ♂
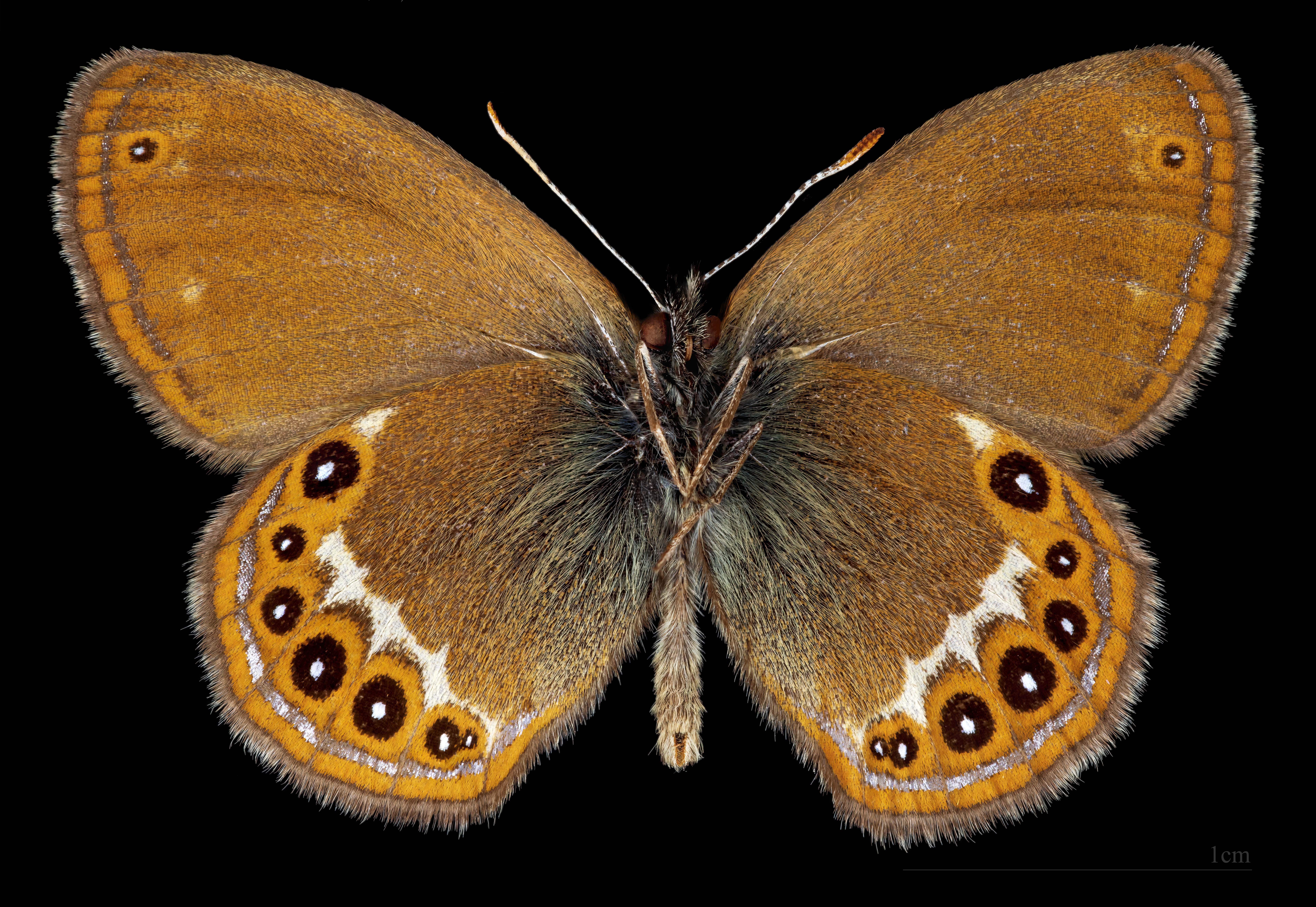
Coenonympha hero ♂△

De vlinder is sinds 1960 uit Nederland verdwenen en staat als zodanig op de Nederlandse Rode Lijst. In België verdween de vlinder in 1912 in Vlaanderen en hij is sinds kort ook uit Wallonië verdwenen. De soort is opgenomen in bijlage IV van de habitatrichtlijn.
De vliegtijd is van mei tot en met juli.